# CA Mineiro
Clube Atlético Mineiro je brazilský fotbalový klub z města Belo Horizonte, Brazílie založený v roce 1908.

## Historie
Klub byl založen 25. března 1908 dvaadvaceti belohorizonskými studenty, které vedl Margival Mendes Leal a Mário Toledo, jako odpověď na sociální diskriminaci, která v té době byla běžná u mnoha brazilských klubů. Atlético tak brzo získalo status lidového klubu a i když byl založen členy vyšší společenské vrstvy, tak byl přístupen všem nehledě na jejich sociální postavení. V Belo Horizonte byl první fotbalovým klubem, který zde byl založen.
Atlético je jedním z nejúspěšnějších brazilských klubů. Domácí nejvyšší soutěž vyhrál jednou v roce 1971 a čtyřikrát skončil jako vicemistr. Jednou také vyhrál poháry Copa dos Campeões Estaduais a Copa dos Campeões da Copa Brasil. Je rekordním držitelem poháru Campeonato Mineiro, který vyhrál již čtyřicetdvakrát. Největší úspěchem Atlética Mineiro je zisk poháru Pohár osvoboditelů, který je jihoamerickou obdobou evropské Ligy mistrů. K nejprestižnějšímu poháru mu pomohly hvězdy jako Bernard, Diego Tardelli, Jô, Victor nebo Ronaldinho.
Atléticu je vlastní dlouholetá tradiční rivalita s celkem Cruzeiro Esporte Clube, který rovněž sídlí ve městě Belo Horizonte.

## Stadion
Domácí zápasy hraje na stadionu Estadio Mineirão s 61 846 místy, o který se dělí s rivaly z Cruzeira. V srpnu roku 2022 dojde k otevření nového stadionu, Arena MRV, s kapacitou 47 000 diváků, na kterém bude Mineiro hrát své domácí zápasy od sezony 2022/23.

## Úspěchy
- Pohár osvoboditelů (1×) – 2013
- Copa CONMEBOL[2] (2×) – 1992, 1997
- Campeonato Brasileiro Série A (2×) – 1971, 2021
- Copa do Brasil (2×) – 2014, 2021
- Campeonato Mineiro[3] (42×) – 1915, 1926, 1927, 1931, 1932, 1936, 1938, 1939, 1941, 1942, 1946, 1947, 1949, 1950, 1952–1956, 1958, 1962, 1963, 1970, 1976, 1978, 1979, 1980–1983, 1985, 1986, 1988, 1989, 1991, 1995, 1999, 2000, 2007, 2010, 2012, 2013

## Dresy
Na domácím stadionu nastupuje k zápasům v černobílých dresech s černými šortkami, které dodává francouzská značka Le Coq Sportif.
- A - černý s bílými vertikálními pruhy;
- B - bílý s černými čísly a detaily.

| A | B |  |

### Dřívější dresy
- 2012

| A | B |  |

- 2011

| A | B |  |

- 2010

| A | B |  |

- 2009

| A | B |  |

- 2008

| A | alternativní | alternativní |  |